# Derilissus nanus
Derilissus nanus är en fiskart som beskrevs av Briggs, 1969. Derilissus nanus ingår i släktet Derilissus och familjen dubbelsugarfiskar. Inga underarter finns listade i Catalogue of Life.